# IceWM
En els sistemes Unix, IceWM és un gestor de finestres pel sistema gràfic XWindow. Va ser programat per Marko Maček des de zero en C++ i està disponible amb llicència GPL en uns 20 idiomes. És personalitzable, relativament lleuger pel que fa a l'ús de memòria i CPU, i inclou temes que li permeten imitar la interfície gràfica d'usuari de Windows 95, Windows XP, Windows 7, OS/2, Motif i altres interfícies gràfiques d'usuari.
L'IceWM es pot configurar des de fitxers de text pla emmagatzemats al directori d'inici d'un usuari, cosa que facilita la personalització i la còpia de la configuració. L'IceWM té una barra de tasques integrada opcional amb un menú d'inici dinàmic, visualització de tasques, safata del sistema, mesuradors de xarxa i CPU, comprovació de correu i rellotge configurable. Compta amb una finestra de llista de tasques i un selector de tasques Alt+Tab. El suport oficial per als menús del GNOME i el KDE solia estar disponible com un paquet separat. En versions recents d'IceWM, la compatibilitat amb ells també està integrada. També hi ha disponibles programes gràfics externs per editar la configuració i el menú.